# Шосткинська дитяча школа мистецтв
Шосткинська дитяча школа мистецтв – початковий спеціалізований мистецький навчальний заклад. Функціонує в системі Міністерства культури України, відділу культури і туризму Шосткинської міської ради.

## Адреса
41100, Сумська область, м. Шостка, вулиця Чернігівська, будинок 5

## Відділення
В школі є два відділення – музичне та художнє. 
На музичному відділенні за спеціальностями «фортепіано», «скрипка», «віолончель», «баян», «акордеон», «гітара», «бандура», «домра», «флейта», «кларнет», «труба», «тромбон», «валторна» та «ударні інструменти», «сольний спів» (академічний та естрадний) вчиться 351 учень. Існує 6 відділів – два фортепіанних, струнних смичкових, духових та ударних, народних інструментів, відділ музично-теоретичних предметів та сольного співу.
На художньому відділенні навчаються 69 учнів, які опановують такі предмети як «малюнок», «живопис», «композиція», «скульптура», «історія образотворчого мистецтва».

## Викладацький склад
- Навчальний процес забезпечують 43 викладачі, з яких 10 – старші викладачі, 15 – спеціалісти вищої та першої категорій. В школі працюють 3 заслужених працівники культури України.
- Директор - заслужений працівник культури України, старший викладач вищої категорії Лоза Юрій Дмитрович.
- Заступник директора по навчальній роботі – старший викладач вищої категорії Стегайло Анатолій Петрович.

## Творчі учнівські колективи
- Хор учнів старших класів «Барвінок» (викл. Шамро Л.Л.)
- Хор учнів середніх класів (викл. Шамро Л.Л.)
- Хор учнів молодших класів (викл. Шамро Л.Л.)
- Духовий оркестр (викл. Ларін Р.В.)
- Оркестр баяністів (викл. Ліперт А.О.)
- Ансамбль скрипалів (викл. Савон Н.В.)
- Ансамбль віолончелістів (викл. Скега Л.М.)
- Ансамбль бандуристів (викл. Мальцева Л.І.)
- Ансамбль гітаристів (викл. Іванченко І.М.)

## Концертно-виставкова робота
В школі проводиться інтенсивна концертно-виставкова робота. Окрім щорічних 20-25 концертів, 10-15 виставок в школі, учні та викладачі школи з успіхом беруть участь у міських та обласних мистецьких заходах. В 2012 році відбулася презентація школи в президентському Фонді Леоніда Кучми «Україна».
З метою виявлення та підтримки обдарованих дітей в школі проводяться:
- Всеукраїнський дитячий конкурс академічного співу «Поліська рапсодія» (постійний голова журі — видатний співак Анатолій Мокренко).

- Відкритий конкурс юних піаністів «Чарівний рояль»,

- Відкритий конкурс юних скрипалів та віолончелістів «Співучі струни»,

- Відкрита олімпіада з сольфеджіо «Басолька»,

- Відкрита олімпіада з музичної літератури «Юний ерудит».

- Фестиваль класичної і камерної музики «Поліська рапсодія» за участю провідних майстрів сучасності.

В концертному залі школи відбулися концерти В.Горностаєвої, Є.Малініна, В.Пікайзена, В.Левко, Г.Аксельрода, Г.Гаркуші, Д.Петриненко, В.Віардо, Ф.Ліпса, М.Шапошникової, Н.Штаркмана, П.Фенюка, Р.Гриньківа, Е.Чуприк, Й.Ерміня, О.Кудряшова, квартету ім. М.Чюрльоніса, камерного хору «Київ» (кер. М.Гобдич), «Київської камерати» (кер. В.Матюхін) та багатьох інших зірок музичного мистецтва.

## Досягнення
Учні школи беруть участь в численних конкурсах різного рівня – від обласних до міжнародних. Тільки за 2011-2012 навчальний рік 75 учнів та колективів школи 109 разів ставали переможцями різноманітних мистецьких змагань і відзначалися грамотами та дипломами.
Щорічно в середньому 10-15 випускників вступають до вищих мистецьких навчальних закладів. Слід зазначити, що в останні роки учні школи вступають до творчих ВНЗ III-IV рівнів акредитації, минаючи ВНЗ І-ІІ рівня. 
Випускники школи є лауреатами багатьох міжнародних конкурсів. Це піаністи Юлія Бочковська (Гамбург), Олександр Гайдуков (Монреаль), Андрій Судєльський (Санкт-Петербург), солістка Вроцлавської опери Анастасія Ліперт, соліст Національної опери України Олександр Киреєв, аранжувальник та учасник ансамблю «Лабіринт» (Київ) баяніст Дмитро Загородній, член Національної Спілки художників України Тетяна Мельничук та багато інших.

## Електронні джерела
- Офіційний сайт школи.